# Moscato di Noto passito
Il Moscato di Noto passito, denominato anche Passito di Noto,  è un vino a DOC che può essere prodotto nei comuni di Noto, Rosolini, Pachino, Avola tutti in provincia di Siracusa.

## Vitigni con cui è consentito produrlo
- Moscato bianco 100%

## Tecniche produttive
Si ottiene, come dice il nome, da uve passite o sulla pianta o dopo la vendemmia.

## Caratteristiche organolettiche
- colore: dal giallo dorato più o meno intenso all'ambrato;
- profumo: caratteristico, fragrante di Moscato;
- sapore: dolce, aromatico, gradevole;

## Produzione
Provincia, stagione, volume in ettolitri